# خوزه مالو
خوزه مالو (انگلیسی: José Malleo؛ زادهٔ ۲۹ ژانویهٔ ۱۹۴۴) بازیکن فوتبال اهل آرژانتین است.
از باشگاه‌هایی که در آن بازی کرده‌است می‌توان به باشگاه فوتبال روساریو سنترال و باشگاه فوتبال آرژانتینوس جونیورز اشاره کرد.